# Olive Oatman
Olive Ann Oatman (ur. 7 września 1837 w Illinois, zm. 20 marca 1903 w Sherman) – jako nastoletnia dziewczyna została porwana przez Indian w Arizonie, na Pustyni Mojave i uwolniona pięć lat później.

## Życiorys

### Podróż

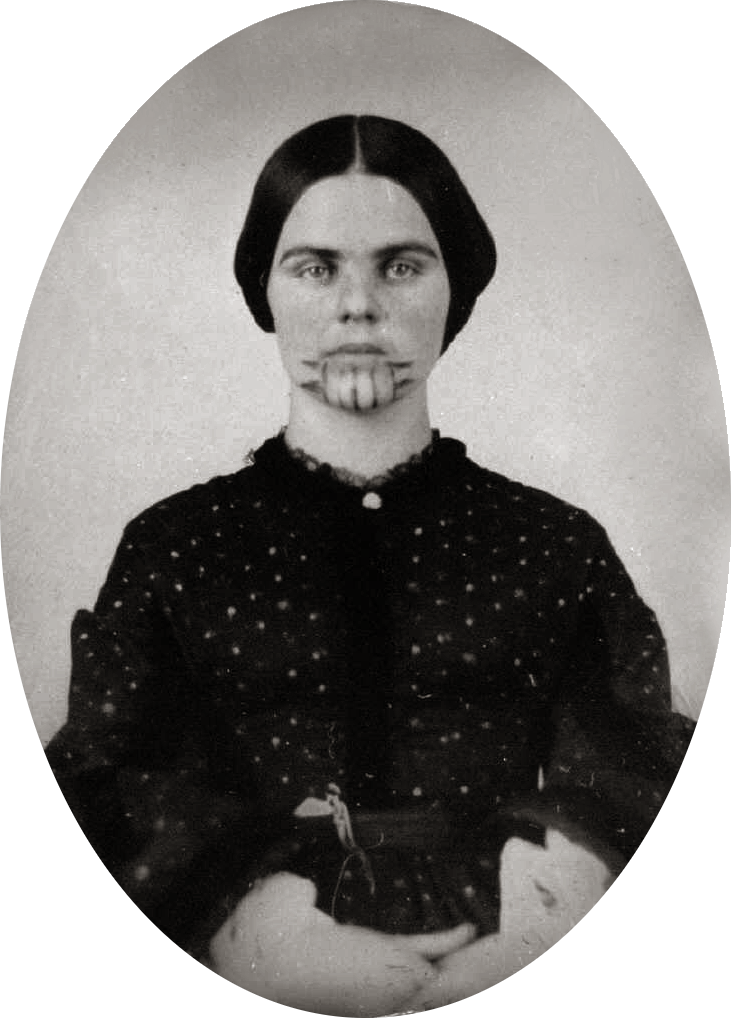
Olive Oatman (1857)

Olive Ann Oatman była jednym z siedmiorga dzieci pary mormonów, Royce i Mary Ann Oatman, którzy wzięli ślub w 1832.
Ojciec Oatman z powodu wypadku nie mógł więcej pracować jako rolnik i dlatego postanowił, że przeprowadzi się ze swoją rodziną do Nowego Meksyku. W 1850 dołączył do wędrujących mormonów, z którymi doszło do wymiany zdań i przez to podróżujący podzielili się na grupy. Rodzina Oatman zdecydowała się wraz z innymi na trasę południową. Na początku 1851 dotarli do Nowego Meksyku. Tam ze względu na nieodpowiedni klimat postanowili jechać dalej, w kierunku Kalifornii.
W Maricopa Wells dotarli na obszar Indian. Niektóre rodziny postanowiły tam zostać i osiedlić się, jak im doradzono. Rodzina Oatman postanowiła jechać dalej, prawdopodobnie sama.

### Masakrarodziny Oatman
Przy rzece Gila River, około 140 kilometrów na wschód od miasta Yuma rodzina spotkała czwartego dnia wędrówki, 18 lutego 1851 grupę Indian, którzy chcieli od nich tytoniu, posiadanych zapasów żywności oraz ich broni. Rodzina jednak ze względu na skąpe zapasy wahała się czy podzielić się indianami Yavaoais. Wtedy Indianie napadli na Oatmanów, zamordowali rodziców i czworo dzieci. Trzynastoletnia Olive, siedmioletnia Mary Ann i piętnastoletni Lorenzo przeżyli. Później Olive Oatman zidentyfikowała tych Indian prawdopodobnie jako plemię Tonto, mogli to być też zachodni Yavapai lub Tolkepayas.
Dziewczyny zostały uprowadzone. Lorenzo został ranny, myślano, że nie żyje. Dotarł do następnej osady, gdzie go opatrzono. Trzy dni później znaleziono pozostałych członków rodziny, którzy nie przeżyli i pochowano ich wspólnie pod kamiennym kopcem.

### Porwanie i życie w niewoli

Umierająca Mary Ann Oatman (1857)

U Indian dziewczynki pracowały jak niewolnice. Nosiły wodę i drewno. Ponieważ nie rozumiały lokalnego języka, często dochodziło do nieporozumień i były przez to bite. Po roku, w celach handlowych, przybyło plemię Mohave. Indianie wymienili dwa konie, warzywa, koce i obie dziewczynki, które wcześniej straciły prawie całą swoją rodzinę. Podczas kilkudniowego marszu wrócili do obozu Mohave, dzisiaj jest to miasto Needles.
Dziewczynki zostały dobrze przyjęte przed rodzinę przywódcy. Otrzymały kawałek ziemi tak jak chciały i zostały odziane jak reszta plemienia Mohave. Czy rzeczywiście uważano ich za członków rodziny, tego nie wiemy. Najwyraźniej obie siostry uważały się za więźniów, ale nie odważyły się uciec. Kiedy duża grupa ludzi białych odwiedziła Mohave, dziewczynki nie nawiązały z nimi kontaktu. Kilka lat później, kiedy Olive Oatman spotkała przywódcę Mohave w Nowym Jorku, rozmawiali oni o czasie spędzonym u Indian. Z biegiem lat Oatman opisywała swoją niewolę coraz mniej pozytywnie; nie wykluczone, że po latach za jej zachowanie odpowiedzialny był syndrom sztokholmski.
Obie dziewczyny zostały wytatuowane na brodzie i na ramionach. Tatuaż był oznaką plemienia i miał on zapewnić bezpieczeństwo w przejściu do życia po śmierci. To nie był znak niewolnictwa.
W 1855 prawdopodobnie nastąpił okres wielkiego głodu. Oprócz licznych członków plemienia zmarła także z braku pożywienia siostra Olive Oatman, dziesięcioletnia Mary Ann Oatman.

### Uwolnienie
W którymś momencie rozniosły się pogłoski, że w plemieniu Mohave mieszka biała kobieta. Kiedy Oatman miała dziewiętnaście lat, przybył do wioski indiański posłaniec z rządu Fort Yuma i zażądał uwolnienia dziewczyny. Po długich negocjacjach, w których też uczestniczyła Oatman, 28 lutego 1856 została wymieniona na koce i konie. Topeka, córka pary, która przygarnęła dziewczynę towarzyszyła jej w dwudziestodniowej podróży do Fort Yuma. Zanim tam wszyscy dotarli Oatman zażądała pasujących ubrań, bo do tej pory nosiła tylko tradycyjną spódnicę z trawy.
Oatman po kilku dniach spotkała swojego brata, Lorenzo, który poszukiwał swoich sióstr przez lata. Wiadomość o tym spotkaniu szybko rozprzestrzeniła się dzięki miediom.

### Po uwolnieniu
W 1857 pastor, Royal B. Stratton napisał książkę Captivity of the Oatman Girls: Being an Interesting Narrative of Life among the Apache and Mohave Indians, która sprzedała się  w nakładzie 30 tysięcy egzemplarzy i stała się bestsellerem. Przychody ze sprzedaży zostały wykorzystane na pokrycie kosztów wyższego wykształcenia Olive i Lorenzo. W 1858 rodzeństwo przeprowadziło się do Nowego Jorku. Aby zwiększyć sprzedaż książki, Oatman dawała wykłady i opowiadała o swoich doświadczeniach z Indianami.

### Życie prywatne
W listopadzie 1865 w wieku 28 lat Oatman wyszła za mąż za hodowcę bydła, Johna Branta Fairchilda (1830–1907), którego poznała w Michigan, gdzie wygłaszała wykład. Małżeństwo żyło najpierw w dobrych warunkach przez siedem lat w Detroit, potem przeprowadzili się do Sherman w Teksasie, gdzie Fairchild założył City Bank of Sherman. Olive nosiła welon, aby zakryć swój tatuaż. Była zaangażowana w działalność charytatywną. Szczególnie interesowała ją pomoc w miejscowym sierocińcu. Nie mieli z mężem własnych dzieci, w 1876 zaadoptowali dziewczynkę Mary „Mamie“ Elizabeth (1874–1938), której nadali imiona po swoich zmarłych matkach.
Oatman prawdopodobnie cierpiała na zespół stresu pourazowego. Miała paraliżujące bóle głowy i stany depresyjne. 21 marca 1903 w wieku 65 lat zmarła na atak serca. Pochowano ją na cmentarzu West Hill, w Sherman. W Arizonie nazwano jedno z miast jej nazwiskiem, miastem Oatman. Jej brat, Lorenzo zmarł 8 października 1901.

## Film
W amerykańskim serialu, Hell on Wheels: Witaj w piekle Olive Oatman jest wzorem do naśladowania dla Evy Toole, granej przez aktorkę, Robin McLeavy. Okoliczności życiowe Evy w filmie oprócz uprowadzenia przez Indian i tatuaże nie mają nic wspólnego z historią i życiem Olive Oatman.

## Literatura
- Royal B. Stratton: Captivity of the Oatman Girls: Being an Interesting Narrative of Life among the Apache and Mohave Indians (ang.)
- Brian McGinty: The Oatman Massacre: A Tale of Desert Captivity and Survival, 2006 (ISBN 0-8061-3667-7) (ang.)
- Margot Mifflin: The Blue Tattoo: The Life of Olive Oatman (Women in the West), 2011 (ISBN 978-0-8032-1148-3) (ang.)
- Leo Banks, Stalwart Women: Frontier Stories of Indomitable Spirit (ISBN 0-916179-77-X) (ang.)